# Список арканзасских полков американской Гражданской войны

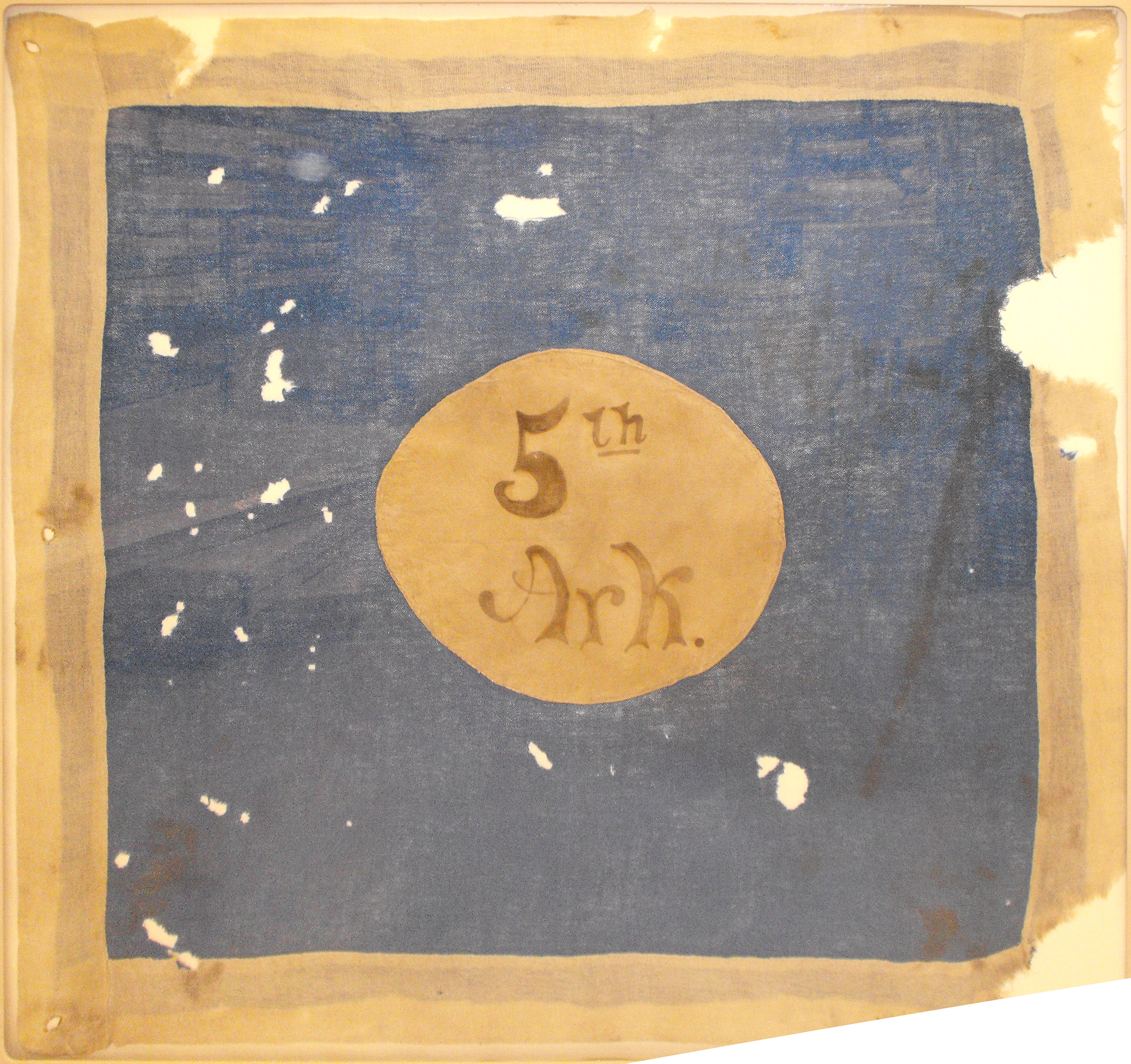
Знамя 5-го Арканзасского пехотного полка. Флаг типа Харди.

За время войны в Арканзасе было сформировано 48 пехотных полков, 20 артиллерийских батарей и более 20 кавалерийских полков. Все они служили на Западном театре, кроме 3-го Арканзасского пехотного полка, который воевал в составе Северовирджинской армии. Самым известным представителем Арканзаса среди офицеров Конфедерации стал Патрик Клейберн. Часть арканзасцев воевала за Северные штаты: они сформировали 4 пехотных полка, 4 кавалерийских, одну батарею и 4 пехотных «цветных» полка.

## Полки на службе Конфедерации

### Пехотные полки
- 1-й Арканзасский пехотный полк; Джеймс Ф. Фэйган, Джон У. Колкитт.
- 2-й Арканзасский пехотный полк; Томас Хайндман, Дэниель Гован
- 3-й Арканзасский пехотный полк; Альберт Раст[англ.], Ван Х. Мэннинг.
- 4-й Арканзасский пехотный полк; Эвандер Макнейр, Генри Дж. Банн
- 5-й Арканзасский пехотный полк; Дэвид Кросс, Джон Мюррей.
- 6-й Арканзасский пехотный полк; Ричард Лайон, Э. Т. Хауторн
- 7-й Арканзасский пехотный полк; Роберт Шэвер, Питер Снайдер.
- 8-й Арканзасский пехотный полк; Уильйм Паттерсон, Джон Келли
- 9-й Арканзасский пехотный полк; Джон Брэдли, Айзек Данлоп
- 10-й Арканзасский пехотный полк; Т.Д. Мэррик, Э.Р. Уитт
- 11-й Арканзасский пехотный полк; Джейбез Смит, Джон Логан
- 12-й Арканзасский пехотный полк; Э. У. Гантт, Т. Дж. Рейд
- 13-й Арканзасский пехотный полк; Джеймс Тэппэн, Джеймс Макнили
- 14-й Арканзасский пехотный полк:
  - 14-й Первый: Джон Маккэрвер
  - 14-й Второй: Уильям Митчелл, Ели Додсон.
- 15-й Арканзасский пехотный полк;
  - 15-й Первый: Патрик Клейбен, Люциус Полк,
  - 15-й Второй: Джеймс Макги, Бенджамин Джонсон
  - 15-й Третий: Дэндридж Макрэй, Джеймс Хоббс
- 16-й Арканзасский пехотный полк; Джон Ф. Хилл, Дэвид Провенс
- 17-й Арканзасский пехотный полк;
  - 17-й Первый:  Джордж Лемойн
  - 17-й Второй: Фрэнк Ректор, Джон Гриффит
- 18-й Арканзасский пехотный полк;
  - 18-й Первый: Джон С. Мармадюк
  - 18-й Второй: Д. У. Кэролл,  Джон Дэйли
- 19-й Арканзасский пехотный полк;
  - 19-й Первый: Чаольз Доусон,
  - 19-й Второй: Гамильтон Смит, Томас Докери
- 20-й Арканзасский пехотный полк (он же 22-й); Джордж Кинг, Генри Джонсон, Дэниел Джонс
- 21-й Арканзасский пехотный полк;
- 22-й Арканзасский пехотный полк (он же 20-й);
- 23-й Арканзасский пехотный полк;
- 24-й Арканзасский пехотный полк;
- 25-й Арканзасский пехотный полк;
- 26-й Арканзасский пехотный полк;
- 27-й Арканзасский пехотный полк;
- 28-й Арканзасский пехотный полк;
- 29-й Арканзасский пехотный полк;
- 30-й Арканзасский пехотный полк;
- 31-й Арканзасский пехотный полк;
- 32-й Арканзасский пехотный полк;
- 33-й Арканзасский пехотный полк;
- 34-й Арканзасский пехотный полк;
- 35-й Арканзасский пехотный полк;
- 36-й Арканзасский пехотный полк;
- 37-й Арканзасский пехотный полк;
- 38-й Арканзасский пехотный полк;
- 39-й Арканзасский пехотный полк;

### Кавалерийские полки
- 1-й Арканзасский кавалерийский полк:
  - 1-й Первый, Уильям Кроуфорд
  - 1-й Второй, Арчибальд Доббинс
  - 1-й Третий, он же 6-й Арканзасский, Джеймс Фэйган, Джеймс Монро.
- 1-й Арканзасский полк конных стрелков, Томас Черчилл, Роберт Харпер, Дэниел Рейнолдс
- 2-й Арканзасский кавалерийский полк (Он же 4-й Арканзасский), Уильям Слемонс,
- 2-й Арканзасский полк конных стрелков, Джеймс Макинтош, Бенжамин Ембри, Харрис Флэнагин